# Шпинлер, Адольф
Адольф Шпинлер (нем. Adolf Spinnler; 18 июля 1879, Листаль — 20 ноября 1950) — швейцарский гимнаст и легкоатлет, пятикратный призёр летних Олимпийских игр 1904.
На Играх 1904 в Сент-Луисе в гимнастике Шпинлер соревновался в двух дисциплинах. Он занял первое место в первенстве на 9 снарядах, выиграв золотую медаль, и третью позицию в личном первенстве, получив бронзовую награду.
В лёгкой атлетике Шпинлер соревновался только в троеборье, в котором он занял 64-е место.